# Bonnie Blair
Bonnie Blair, née le 18 mars 1964 à Cornwall dans l'État de New York est une ancienne patineuse de vitesse américaine qui a gagné cinq titres olympiques en 1988, 1992 et 1994.

## Palmarès
- Jeux olympiques
  -  Médaille d'or sur 500 m aux Jeux olympiques d'hiver de 1988 à Calgary
  -  Médaille de bronze sur 1 000 m aux Jeux olympiques d'hiver de 1988 à Calgary
  -  Médaille d'or sur 500 m aux Jeux olympiques d'hiver de 1992 à Albertville
  -  Médaille d'or sur 1 000 m aux Jeux olympiques d'hiver de 1992 à Albertville
  -  Médaille d'or sur 500 m aux Jeux olympiques d'hiver de 1994 à Lillehammer
  -  Médaille d'or sur 1 000 m aux Jeux olympiques d'hiver de 1994 à Lillehammer